# Mikola Péter
Mikola Péter (Budapest, 1959. augusztus 26. –) magyar dalszerző, énekes-előadó, író.

## Élete, pályája

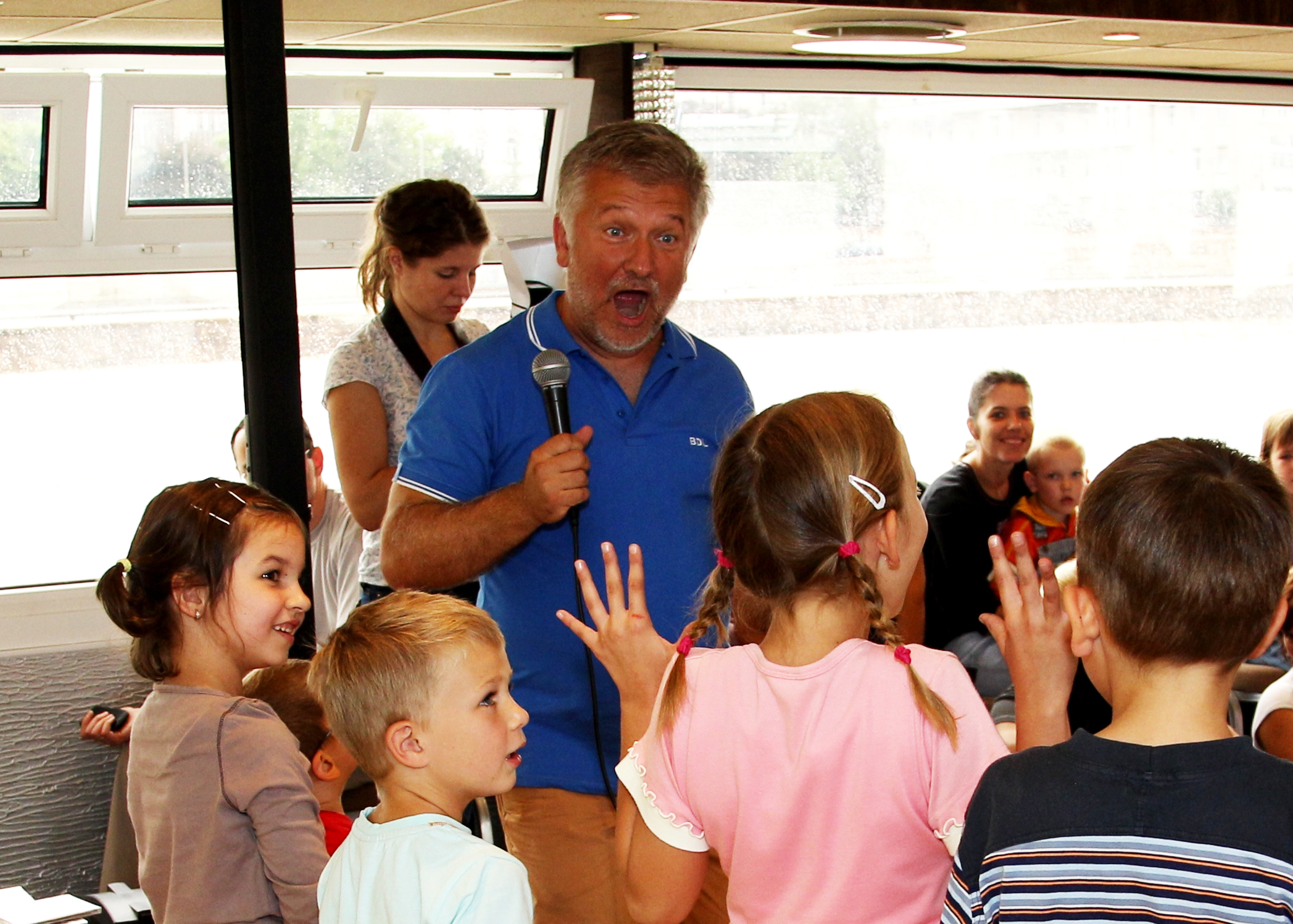
Gyerekműsor Mikola Péterrel

Szülei dr. Mikola Árpád és Franczia Ilona.
A budapesti Kolozsvári utcai zenei iskolába járt, ahol csellózni, később gitározni tanult. A Széchenyi István Gimnázium és Nyomdaipari Szakközépiskolában érettségizett, majd biológia-testnevelés szakon szerzett tanári diplomát.
12 évig tanított testnevelést, emellett tornászokat és atlétákat edzett.
1984-ben az OSZK-nál, 1986-ban az ORI-nál előadói működési engedélyt szerzett. Zenés gyermekműsoraival az országot járva már több mint 8000 alkalommal szórakoztatta közönségét óvodáktól parlamenti fenyőfaünnepségekig, színháztermektől a Magyar Rádió Márványterméig.
1994-95-ben az Oroszlánkirály I-II. című mesefilm roadshow-jának műsorvezetője, főszereplője volt.
A 80-as évek végétől stílusával műfajt teremtett; több újságcikk is zenés játszótársnak nevezte, mivel dalainak nagy része nemcsak énekelhető, de el is játszható. Dalszövegei a gyerekek mindennapi életéből merítenek, sok tréfás fordulattal. Dalait Rátonyi Róbert dzsessz-zongorista, és Pejtsik Péter, az After Crying zenekar frontembere hangszerelte. Az én családom című dala helyet kapott az általános iskolások III. osztályos olvasókönyvében.
2014-ben jelent meg első mesekönyve, a közkedvelt Zorka-mesék első kötete.
Hosszú időn át tanított „jelenlétet”, játékos önismeret- és kommunikációfejlesztő órákat Geszler Dorottya, illetve Jaksity Kata modelliskoláiban. Tapasztalatai alapján 2015-ben önálló kurzust fejlesztett ki felnőtteknek: a több részből álló érzelmi finomhangoló Jelenlét-tréninget, melynek szemléletmódját, főbb gondolatait Életre való – a sorsdöntő pillanatok kommunikációja című könyvében is összefoglalta.

## Lemezei

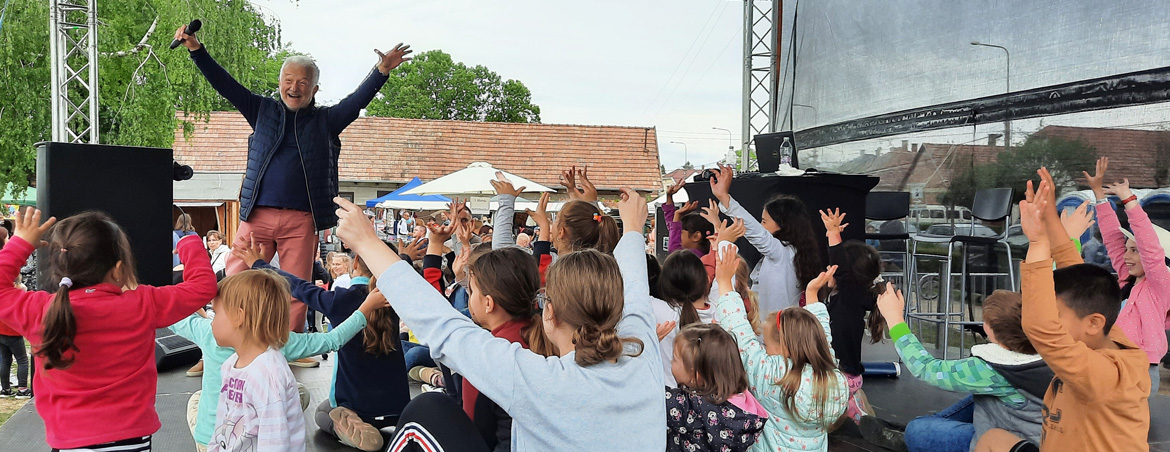
Gyerekműsor Mikola Péterrel

- Toborzó párnacsatára (1992),
- Csináljunk egy más napot (1993),
- Rajzolok egy szép világot (1994),
- Lehet szeretni téged (1998),
- Haszon-talanságok (2003),
- Játszanék veled (2004),
- A képzelet varázsol (2005),
- Eljátszható dalok (2008).

## Műsoraiból
- Hej, Dunáról gyerekprogram, 2020. 12. hó
- Mese TV
- Pilis TV
- Koncert a Magyar Rádió Márványtermében a Stúdió 11 kíséretével, 2008

## Dalaiból
- Anyavigasztaló
- Az én családom
- Berci, a legnagyobb törpe
- Ceruza-varázspálca
- Huncutkodó
- Lehet szereti téged
- Mondd, apa…
- Óvó néni, kérlek
- Subidubi
- Szemem szemedbe néz
- Tudom, ki vagy

## Könyvei
- Zorka szemével a világ, Ranschburg Jenő ajánlásával (2014, Santos Kiadó),
- Zorka-mesék 1. Egy kislány szemével a világ (2015, Alexandra Kiadó),
- Zorka-mesék 2. – Zorka és Berci kalandjai (2016, Alexandra Kiadó),
- Életre való – a sorsdöntő pillanatok kommunikációja (2021, magánkiadás),
- Zorka és Berci kalandjai – Világszépítés (2022, Móra Kiadó),
- Zorka és Berci kalandjai – Bátorságpróba (2022, Móra Kiadó).

## Meséiből
- Van az égben telefon?
- Párnacsata
- A gyógyító puszi
- Titokcsere
- Bújócska a vírusok elől

## Díjai
- Csepeli Gyerekekért (1993),
- Csepeli Örökség-díj (2012).

### Interjúk, cikkek
- Mesés játszótársunk: Mikola Péter. HelloBaby magazin, 2022. 08.
- Lélekmelengető mesecsokor az egész családnak: Mikola Péter – Világszépítés. Kölöknet, 2022. 05. 26.
- Interjú Mikola Péterrel a Könyvjelző című lapban, 2014. 05.

### Tévés szereplések
- A jelenlét fajtái. Duna Televízió, 2021. 07. 20.
- Hej, Dunáról – A38 hajó, Hajónapló, 2020. 11. 15.
- Mit akar a férfi? 2019. 04. 19.
- Országos Könyvtári Napok Kecelen, 2016. 11. 14.
- Balatoni nyár – Duna Tv, 2015
- Család-barát – Duna Tv,  2015. 05. 13.

### Rádióinterjúk
- Rádiófelvétel-válogatás
- Játékkal-lélekkel - Mikola Péter interaktív műsora. Klasszik Rádió, Intermezzo c. műsor, 2022. 05. 26.
- Világszépítés, Könyvklub, Klub Rádió, 2022. 05.
- Jelenlét-tréning
- Interjú a Jelenlét-tréningről, Jazzy Rádió, 2019. 09. 30.
- Világszépítés, interjú, Manna Rádió –Kanapé c. műsor, 2019. 05. 07.
- Jelenlét-téning, interjú, Manna Rádió – Például c. műsor, 2019. 02. 25.

### Egyéb
- Mikola Péter weboldala
- Videoösszeállítás a Jelenlét-tréningről 1
- Videoösszeállítás a Jelenlét-tréningről 2
- Mikola Péter YouTube-csatornája